# Ле Боно
Ле Боно (фр. Le Bono) насеље је и општина у северозападној Француској у региону Бретања, у департману Морбијан која припада префектури Лорјен.
По подацима из 2011. године у општини је живело 2150 становника, а густина насељености је износила 360,74 становника/km². Општина се простире на површини од 5,96 km². Налази се на средњој надморској висини од 32 метара (максималној 42 m, а минималној 0 m).

## Демографија
| 1962. | 1968. | 1975. | 1982. | 1990. | 1999. | 2011. |
| ----- | ----- | ----- | ----- | ----- | ----- | ----- |
| 1.488 | 1.555 | 1.561 | 1.633 | 1.747 | 1.859 | 2.150 |

График промене броја становника у току последњих година